# Спартак (Кострома)
«Футбольний клуб "Спартак" (Кострома)» або просто «Спартак» (рос. Футбольный клуб «Спартак» Кострома) — професіональний російський футбольний клуб з міста Кострома. Заснований у 1959 році.

## Хронологія назв
- 1961—1963 — «Текстильник»
- 1964—1966 — «Текмаш»
- 1967—1991 — «Звольма-Спартак»
- З 1993 — «Спартак»

## Історія
Команда організована в листопаді 1959 року. У чемпіонатах країни постійно бере участь з 1960 року. У Класі «Б» першості СРСР (1960-1970) команда провела 356 ігор (149 перемог, 116 нічиїх, 91 поразка), 459 м'ячів забито, 367 — пропущено. Найкраще досягнення — 2-ге місце в зональному турнірі (1963, 1966, 1967, 1968, 1970). Найгірше — 14-те (1960, 1965). Найбільші перемоги — 6:1 («Онежець» Петрозаводськ, 1962) та 5:0 («Динамо» Вологда, 1966; «Енергія» Новочеркаськ, 1968; «Електрон» Новгород, 1970). Найбільші поразки - 0:7 («Волга» Калінін, 1960; «Шинник» Ярославль, 1962). У другій лізі Першості СРСР (1971-1980, 1983-1991) команда провела 700 матчів (308 перемог, 172 матчі зіграла внічию, 214 поразок), 954 м'ячі забито, 751 м'яч пропущений. Найкраще досягнення 1-ше місце (1973, 1980). Найгірше — 17-те місце (1991). Найбільші перемоги — 8:1 («Мотор» Владимир, 1971), 7:0 («Червона Пресня» Москва, 1980), 7:1 («Ока» Коломна, 1989). Найбільші поразки поразки — 0:6 («Прогрес» Черняхівськ, 1991), 1:6 («Динамо» Санкт-Петербург, 1991), 2:6 («Терек» Грозний, 1972).
У Першій лізі (1981—1982) «Спартак» провів 88 ігор (20 перемог, 25 нічиїх, 43 поразки), 67 м'ячів забито, 127 — пропущено. Найкраще досягнення 12-те місце (1981), найгірше — 22-ге місце (1982). Найбільші перемоги — 3:0 («Гурія» Ланчхуті, 1981; «Спартак» Орджонікідзе, 1982). Найбільша поразка — 0:5 («Металург» Запоріжжя, 1982).

## Досягнення

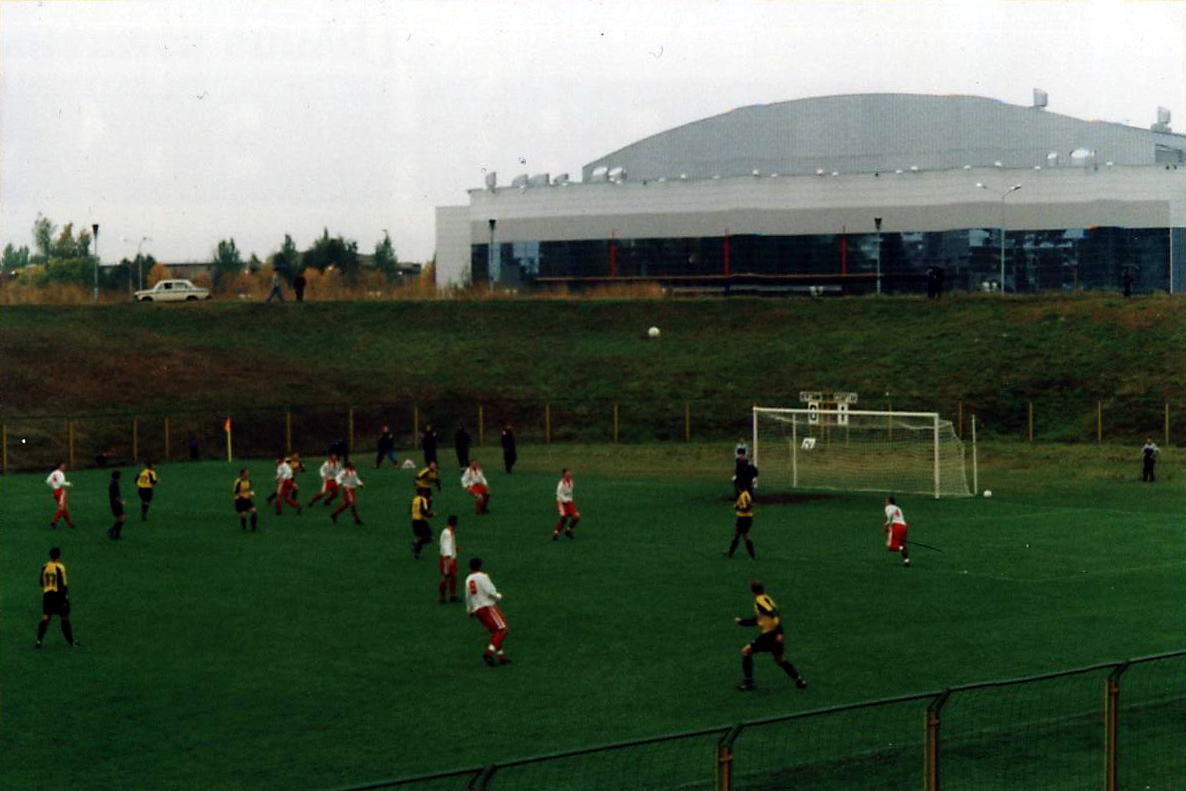
Матч «Нафтовик» (Ярославль) — «Спартак» (Кострома), 2001 рік

- Друга ліга чемпіонату СРСР
  -  Чемпіон (1): 1980

- Другий дивізіон чемпіонату Росії
  -  Чемпіон (1): 2011/12

## Склад команди
Станом на 16 серпня 2017 року, відповідно до офіційного сайту ПФЛ [Архівовано 21 серпня 2017 у Wayback Machine.].
| № | Поз. | Нац.  | Гравець           |
| - | ---- | ----- | ----------------- |
|   | ВР   | Росія | Павло Сергєєв     |
|   | ВР   | Росія | Азамат Шогенов    |
|   | ЗХ   | Росія | Віктор Конопльов  |
|   | ЗХ   | Росія | Іван Костилєв     |
|   | ЗХ   | Росія | Олександр Крючков |
|   | ЗХ   | Росія | Валерій Сорокін   |
|   | ЗХ   | Росія | Андрій Яковлєв    |
|   | ЗХ   | Росія | Павло Яковлєв     |
|   | ПЗ   | Росія | Дмитро Абизов     |
|   | ПЗ   | Росія | Дмитро Калабухов  |
|   | ПЗ   | Росія | Михайло Хмара     |

| № | Поз. | Нац.  | Гравець             |
| - | ---- | ----- | ------------------- |
|   | ПЗ   | Росія | Євген Худобко       |
|   | ПЗ   | Росія | Владислав Кратнов   |
|   | ПЗ   | Росія | Леван Лацузбая      |
|   | ПЗ   | Росія | Шахбан Магомедалієв |
|   | ПЗ   | Росія | Микола Мараєв       |
|   | ПЗ   | Росія | Іван Погребняк      |
|   | ПЗ   | Росія | Максим Сідоров      |
|   | НП   | Росія | Максим Нестеров     |
|   | НП   | Росія | Микола Вдовіченко   |
|   | НП   | Росія | Олексій Власов      |
|   | НП   | Росія | Михайло Яковлєв     |

## Відомі гравці
СРСР
- Георгій Ярцев
- Володимир Файзулін
- Рінат Білялетдінов
- Аркадій Красавін
- Сергій Приходько
- Джемал Сілагадзе
- В'ячелав Животіков
- Сергій Камзулін
- Дмитро Александрійський
- В'ячеслав Кротков
- Володимир Непомілуєв
- Сергій Гладишев
- Валерій Матюнін

Росія
- Гаджи-Мурад Абушев
- Ельдар Нізамутдінов
- Юрій Єрмаков
- Артем Єнін
- Гліб Панфьоров
- Руслан Суанов
- Олександр Шмарко
- Олексій Косоногов
- Дмитро Вязьмікін
- Андрій Смірнов

Країни СНД
- Сергій Авагімян
- Віталій Левченко
- Дмитро Яковенко

## Відомі тренери
| №  | Головний тренер         | Роки                                                                           | І   | В   | Н   | П   | М       | %     |
| -- | ----------------------- | ------------------------------------------------------------------------------ | --- | --- | --- | --- | ------- | ----- |
| 1  | Віктор Ілічьов          | 1960—1965                                                                      | 186 | 62  | 58  | 66  | 221—251 | 48,92 |
| 2  | Віталій Артем'єв        | 1966                                                                           | 38  | 17  | 15  | 6   | 44-25   | 64,47 |
| 3  | Віктор Пономарьов       | 1967—1968, 1972 (1-11 тур)                                                     | 92  | 42  | 32  | 18  | 112-68  | 63,04 |
| 4  | В'ячеслав Скоропекін    | 1969—1970, 1972 (12-18 тур), 1977-1979, 1982 (33-40 тур), 1988—1994 (1-19 тур) | 456 | 170 | 113 | 173 | 532—526 | 49,67 |
| 5  | Володимир Добріков      | 1971                                                                           | 38  | 14  | 15  | 9   | 47-32   | 56,58 |
| 6  | Віктор Соколов          | 1972 (19-36 тур)                                                               | 18  | 7   | 4   | 7   | 21-26   | 50,00 |
| 7  | Анзор Кавазашвілі       | 1973—1975                                                                      | 114 | 61  | 25  | 28  | 184—115 | 64,47 |
| 8  | Володимир Юлигін        | 1976                                                                           | 40  | 10  | 9   | 21  | 52-63   | 36,25 |
| 9  | Іван Золотухін          | 1980—1982 (1-32 тур)                                                           | 118 | 48  | 30  | 40  | 127—125 | 53,39 |
| 10 | Володимир Дерябін       | 1983—1985                                                                      | 94  | 45  | 29  | 30  | 140-84  | 63,29 |
| 11 | Олександр Мірзоян       | 1986                                                                           | 30  | 13  | 10  | 7   | 45-34   | 60,00 |
| 12 | Ігор Флоров             | 1987                                                                           | 32  | 17  | 7   | 8   | 56-35   | 64,06 |
| 13 | Валерій Волчановський   | 1994 (20-24 тур), 1995—1997 (1-10 тур)                                         | 69  | 12  | 18  | 39  | 54-115  | 30,43 |
| 14 | Андрій Кононов          | 1997 (11-36 тур), 1998 (1-28 тур)                                              | 54  | 14  | 14  | 26  | 51-79   | 38,88 |
| 15 | Олександр Богданов      | 1998 (29-40 тур), 1999 (1-10 тур)                                              | 22  | 6   | 11  | 15  | 19-48   | 29,54 |
| 16 | Олексій Яровой          | 1999 (11-27 тур), 2000 (11-12 тур)                                             | 19  | 3   | 6   | 10  | 18-40   | 31,58 |
| 17 | Юрій Мухортов           | 1999 (28-28 тур)                                                               | 11  | 3   | 4   | 4   | 15-22   | 45,45 |
| 18 | Микола Семикін          | 2000 (1-10 тур)                                                                | 8   | 2   | 1   | 5   | 10-17   | 31,25 |
| 19 | Віктор Ноздрін          | 2000 (13-40 тур), 2001                                                         | 64  | 17  | 20  | 27  | 59-94   | 42,19 |
| 20 | Олександр Лєбедєв       | 2002                                                                           | 38  | 8   | 5   | 25  | 24-68   | 27,63 |
| 21 | Віктор Зернов           | 2003 (1-23 тур)                                                                | 21  | 5   | 12  | 4   | 19-19   | 52,38 |
| 22 | Аркадій Красавін        | 2003 (24-40 тур) — 2007; 2011—2013                                             | 138 | 52  | 41  | 45  | 157-133 | 52,53 |
| 23 | Олександр Саїтов        | 2008-2009, 2013 — н.ч.                                                         | 72  | 37  | 13  | 22  | 112-56  | 60,41 |
| 24 | Дмитро Александрійський | 2010, 2013 (в. о.)                                                             | 34  | 11  | 8   | 15  | 31-38   | 43.75 |